# Michael Lercher
Michael Lercher (* 4. Jänner 1996) ist ein österreichischer Fußballspieler.

## Karriere

### Verein
Lercher begann seine Karriere beim Innsbrucker AC. 2010 wechselte er in die AKA Tirol. 2012 wechselte er nach Deutschland zu Werder Bremen. 2015 kehrte er wieder nach Innsbruck nach Österreich zurück, diesmal zum Zweitligisten FC Wacker Innsbruck. Sein Profidebüt gab er im Juli 2015 am ersten Spieltag der Saison 2015/16 beim 0:0-Unentschieden im Heimspiel gegen die Kapfenberger SV. Im November 2015 erzielte er abermals beim 2:2-Unentschieden im Heimspiel gegen die Kapfenberger SV in der 30. Minute seinen ersten Treffer im Profifußball.
Im August 2017 wechselte er zum Bundesligisten SV Mattersburg, bei dem er einen bis Juni 2019 gültigen Vertrag erhielt. Der Verein stellte nach der Saison 2019/20 den Spielbetrieb ein. Daraufhin wechselte er zur Saison 2020/21 zur SV Ried. Nach der Saison 2021/22 verließ er Ried nach zwei Jahren. Für Ried kam er in zwei Spielzeiten zu 32 Bundesligaeinsätzen.
Nach einem halben Jahr ohne Klub schloss Lercher sich im Jänner 2023 dem viertklassigen ASKÖ Oedt an.

### Nationalmannschaft
Lercher debütierte im März 2012 für die österreichische U-17-Auswahl. Im März 2014 spielte er erstmals für die U-18-Mannschaft. Im September desselben Jahres kam er ein erstes Mal für die U-19-Mannschaft zum Einsatz.
Im März 2017 debütierte er gegen die Niederlande für die U-21-Auswahl.